# Ambilly
Ambilly è un comune francese di 5 985 abitanti situato nel dipartimento dell'Alta Savoia della regione dell'Alvernia-Rodano-Alpi. Fa parte dell'agglomerato transfrontaliero della Grande Ginevra.

## Geografia
Ambilly si trova nella periferia nord di Annemasse, al confine con la Svizzera. È il comune più piccolo del dipartimento dell'Alta Savoia.
Dal punto di vista artistico, Ambilly può essere segnalato per avere in deposito dello Stato francese, nella casa comunale, una pittura ad olio di Maurice Boitel, prestato dal Fondo Nazionale d'Arte Contemporaneo (FNAC): "le Vigne" (1953).
Questo quadro appartiene ad uno dei più interessanti periodi del pittore. Da quest'epoca, rimangono in Francia solo poche opere: la quasi totalità è stata venduta in Gran Bretagna e negli Stati Uniti.

## Società

### Evoluzione demografica
Abitanti censiti